# بيل باكستون
بيل پاكستون (بالإنجليزية: Bill Paxton)‏ (17 مايو 1955 - 25 فبراير 2017) كان ممثل ومخرج أمريكي، من أفلامه المبيد (1984) وكوماندو (1985) وكائنات فضائية (1986) وبريداتور 2 (1990) وترو لايز (1994) وأبوللو 13 (1995) وإعصار (1996) وتيتانيك (1997)، كما قام أيضًا ببطولة مسلسل Big Love (2006-2011) وترشح لجوائز الإيمي عن المسلسل القصير Hatfields & McCoys (2012).

## أفلامه
- المبيد
- كوماندو
- علم عجيب
- فضائيون
- نيفي سيلز
- بريداتور 2
- تومبستون
- ترو لايز
- أبولو 13
- إعصار
- تيتانيك
- يو - 571
- أطفال جواسيس 2: جزيرة الأحلام المفقودة
- أفضل لعبة لعبت على الإطلاق
- مسدسان
- ذراع المليون دولار
- حافة الغد
- المتسلل ليلا
- مصطلح الحياة
- الدائرة

## الوفاة
في 25 فبراير 2017، توفي بيل پاكستون عن 61 عامًا بسبب مضاعفات من عملية جراحية في القلب.

## مواقع خارجية
- بيل باكستون على موقع IMDb (الإنجليزية)
- بيل باكستون على موقع الموسوعة البريطانية (الإنجليزية)
- بيل باكستون على موقع روتن توميتوز (الإنجليزية)
- بيل باكستون على موقع ألو سيني (الفرنسية)
- بيل باكستون على موقع ميوزك برينز (الإنجليزية)
- بيل باكستون على موقع تيرنر كلاسيك موفيز (الإنجليزية)
- بيل باكستون على موقع أول موفي (الإنجليزية)
- بيل باكستون على موقع بوكس أوفيس موجو (الإنجليزية)
- بيل باكستون على موقع قاعدة بيانات الأفلام السويدية (السويدية)
- بيل باكستون على موقع إن إن دي بي (الإنجليزية)
- Bill Paxton and Bill Paxton - Movie Director at The Numbers
- بيل باكستون على الإذاعة الوطنية العامة in 2005
- بيل باكستون على الإذاعة الوطنية العامة in 2002